# زونکه وورتمان
زونکه وورتمان (آلمانی: Sönke Wortmann؛ ‏آلمانی: [ˈzø:n.kə ˈvɔʁtˌman] ؛ زادهٔ ۲۵ اوت ۱۹۵۹) کارگردان فیلم، تهیه‌کننده فیلم، بازیکن فوتبال، فیلم‌نامه‌نویس و بازیگر اهل آلمان است. وی پسر یک معدنچی بود و در ابتدا می‌خواست پس از فارغ‌التحصیلی از دبیرستان، یک فوتبالیست حرفه‌ای شود: در نتیجه در لیگ ۳ آلمان برای تیم‌های وستفالن هرنه و ارکنشویک و تیم‌های دیگر بازی کرد. او نخستین گل ارکنشویک را در سال ۱۹۸۰، در پیروزی ۳–۰ مقابل تیم باندر اس‌وی که صعود به بوندسلیگای ۲ را قطعی کرد، به ثمر رساند. طبق گفته خودش، این تنها گل او برای ارکنشویک بود. طبق گفتهٔ خودش، او فاقد جاه‌طلبی برای یک حرفه بزرگ بود، به همین دلیل پس از سه سال به دوران حرفه‌ای فوتبال پایان داد و به تحصیل روی آورد. او ابتدا به مدت یک ترم در مونستر جامعه‌شناسی خواند و سپس در سال ۱۹۸۳ در رشته کارگردانی در «دانشگاه تلویزیون و فیلم مونیخ» ثبت نام کرد. پس از گذراندن یک سال به عنوان دانشجوی تبادلی در کالج سلطنتی هنر لندن، تحصیلات خود را با موفقیت در سال ۱۹۸۹ به پایان رساند. او همچنین به عنوان راننده تاکسی و بازیگر، از جمله در سریال تلویزیونی خانواده خوشبخت از شبکه باواریا، فعالیت داشت.
ورتمن فیلم زن معرکه (۱۹۹۷) را که بر اساس رمانی از هرا لیند ساخته شده بود، با بازی ورونیکا فرس ساخت، ظاهراً فقط برای اینکه ثابت کند «از کتاب‌های موفق هم می‌توان فیلم‌های موفق ساخت». بیش از ۲٫۳ میلیون نفر این فیلم را در سینماهای آلمان دیدند.
از فیلم‌ها یا برنامه‌های تلویزیونی که وی در آن نقش داشته‌است، می‌توان به کوبیدن بر در بهشت و نشان هالیوود اشاره کرد.